# Vestre Totens kommun
Vestre Totens kommun (norska: Vestre Toten kommune) är en kommun i landskapet Toten i Innlandet fylke i sydöstra Norge. Kommunens centralort är Raufoss.  

## Administrativ historik
Vestre Totens kommun bildades på 1830-talet samtidigt med flertalet norska kommuner. 1875 gjordes vissa gränsjusteringar mellan Østre och Vestre Totens kommuner. 1908 delades kommunen, varvid kommunerna Eina och Kolbu bildades. 1964 slogs Eina och Vestre Totens kommuner ihop igen, samtidigt som mindre delar av kommunerna Vardal och Gran anslöts till kommunen.

## Tätorter
I Vestre Totens kommun finns fyra tätorter:
- Bøverbru
- Eina
- Gjøvik (del av, omfattar centralorten Raufoss)
- Reinsvoll

Orten Raufoss har tidigare räknats som en egen tätort men räknas numera som en del av tätorten Gjøvik.

## Socknar
Inom Norska kyrkan är Vestre Totens kommun indelad i tre socknar:
- Eina socken
- Raufoss socken
- Ås socken

Socknarna ingår i Totens prosteri i Hamars stift.